# En förälskelse
En förälskelse är en svensk film från 2001 i regi av Mats Arehn. I rollerna ses bland andra Peter Haber, Nina Gunke och Lena T. Hansson.

## Om filmen
Filmen spelades in efter ett manus av Arehn och han agerade även producent. Filmen fotades av Mischa Gavrjusjov, klipptes av Jan Persson och premiärvisades den 3 februari 2001 på olika platser runt om i Sverige. Den har även visats av TV3. Filmen har även visats flera gånger på SF-kanalen.

## Handling
Paret Anna och Simon flyttar till Eskilstuna med yngste sonen Gunnar. Simon inleder där en otrohetsaffär med Ingrid, som är gift med Kurre. Ingrid och Simons affär uppdagas ganska snart och deras respektive äktenskap havererar. Ingrid blir utkastad hemifrån och Anna flyttar tillbaka till äldste sonen Bill i Stockholm. Kurre omkommer i en bilolycka när han ska söka upp Ingrid i Simons sommarstuga och Ingrid flyttar hem igen för att ta hand om barnen. Ett år efter att affären inleddes träffas Ingrid och Simon återigen på Simons lantställe.

## Rollista
- Peter Haber – Simon Arvidsson
- Nina Gunke – Ingrid Eriksson
- Lena T. Hansson – Anna Arvidsson
- Krister Henriksson – Kurre Eriksson
- Margreth Weivers – Karin
- Chatarina Larsson	– Ulla
- David Peterson – Gunnar
- Ebba Hultkvist – Emma
- Christoffer Svensson – Magnus
- Hans Pålsson – Karl Evert
- Niklas Falk – Björn Borg
- Lena-Pia Bernhardsson – Lisa
- Susanne Barklund – Alma
- Ulf Peder Johansson – portiern[1]